# Quận Hood, Texas
Quận Hood (tiếng Anh: Hood County) là một quận trong tiểu bang Texas, Hoa Kỳ. Quận lỵ đóng ở thành phố Granbury6. Theo kết quả điều tra dân số năm  2000 của Cục điều tra dân số Hoa Kỳ, quận có dân số 41.100 người. Quận được đặt tên theo John Bell Hood.

## Thông tin nhân khẩu
Theo điều tra dân số 2 năm 2000, đã có 41.100 người, 16.176 hộ gia đình, và 12.099 gia đình sống trong quận. Mật độ dân số là 98 người mỗi dặm vuông (38/km ²). Đã có 19.105 các đơn vị nhà ở với mật độ trung bình 45 dặm vuông (18/km ²). Cơ cấu chủng tộc của dân cư quận gồm 94,77% người da trắng, 0,33% da đen hay Mỹ gốc Phi, 0,82% người Mỹ bản xứ, 0,31% người châu Á, Thái Bình Dương 0,04%, 2,40% từ các chủng tộc khác, và 1,32% từ hai hoặc nhiều chủng tộc. 7,24% dân số là người Hispanic hay Latino thuộc chủng tộc nào.
Có 16.176 hộ, trong đó 28,80% có trẻ em dưới 18 tuổi sống chung với họ, 63,60% là các cặp vợ chồng sống với nhau, 7,80% có chủ hộ là nữ không có mặt chồng, và 25,20% là không lập gia đình. 21,60% của tất cả các hộ gia đình đã được tạo thành từ các cá nhân và 10,00% có người sống một mình 65 tuổi trở lên đã được người. Bình quân mỗi hộ là 2,50 và cỡ gia đình trung bình là 2,88.
Trong quận, độ tuổi dân số như sau 23,60% ở độ tuổi dưới 18, 6,70% 18-24, 25,20% 25-44, 26,60% 45-64, và 17,90% người 65 tuổi trở lên. Tuổi trung bình là 42 năm. Cứ mỗi 100 nữ có 96,20 nam giới. Cứ mỗi 100 nữ 18 tuổi trở lên, đã có 94,10 nam giới.
Thu nhập trung bình cho một hộ gia đình trong quận đã được $ 43.668, và thu nhập trung bình cho một gia đình là $ 50,111. Nam giới có thu nhập trung bình $ 38.662 so với 23.723 $ cho phái nữ. Thu nhập trên đầu cho các quận được $ 22,261. Giới 6,00% gia đình và 8,50% dân số sống dưới mức nghèo khổ, trong đó có 10,00% những người dưới 18 tuổi và 7,40% có độ tuổi từ 65 trở lên.